# Finale della UEFA Europa League 2023-2024
La finale della 15ª edizione dell'Europa League si è disputata il 22 maggio 2024 all'Aviva Stadium di Dublino, in Irlanda, tra gli italiani dell'Atalanta e i tedeschi del Bayer Leverkusen.
Essa è stata vinta dall'Atalanta per 3-0, al primo successo nella competizione. Gli italiani hanno ottenuto così il diritto di giocare la Supercoppa UEFA 2024 contro i detentori della UEFA Champions League 2023-2024, gli spagnoli del Real Madrid.

## Le squadre
| Squadre          | Partecipazioni precedenti (il grassetto indica la vittoria) |
| ---------------- | ----------------------------------------------------------- |
| Atalanta         | Nessuna                                                     |
| Bayer Leverkusen | 1 (1988)                                                    |

## Antefatti
La finale del 2024 è il terzo incontro in competizioni UEFA tra Atalanta e Bayer Leverkusen, dopo il precedente negli ottavi di finale dell'Europa League 2021-2022. Per gli italiani si tratta della prima presenza nell'atto conclusivo del torneo, nonché della prima assoluta a livello europeo, mentre i tedeschi sono alla loro seconda finale nella manifestazione, dopo quella vinta nel 1988.

## Sede
La partita si è svolta all'Aviva Stadium di Dublino, in Irlanda, che ha ospitato la finale di UEFA Europa League per la seconda volta, dopo quella del 2011.

## Il cammino verso la finale

### Atalanta
L'Atalanta di Gian Piero Gasperini viene inserita nel gruppo D insieme ai portoghesi dello Sporting Lisbona, agli austriaci dello Sturm Graz e ai polacchi del Raków Częstochowa. Nell'incontro d'esordio, gli italiani battono per 2-0 in casa il Raków Częstochowa, prima di imporsi anche in trasferta sullo Sporting Lisbona col risultato di 2-1; nella doppia sfida contro lo Sturm Graz arrivano un pareggio esterno per 2-2 ed una vittoria interna per 1-0. Il girone si chiude con un pari casalingo per 1-1 contro i portoghesi e un successo in trasferta per 4-0 ai danni dei polacchi, che determinano il primo posto in classifica con 14 punti conquistati, derivanti appunto da quattro trionfi e due pareggi.
Agli ottavi di finale, l'Atalanta ritrova i portoghesi dello Sporting Lisbona, già affrontati nella fase a gironi, eliminandoli con un risultato complessivo di 3-2 tra andata, pareggiata per 1-1 in trasferta, e ritorno, vinto per 2-1 in casa. Ai quarti di finale, gli italiani incrociano gli inglesi del Liverpool, accreditati come favoriti per la vittoria del torneo, superandoli con un aggregato totale di 3-1 nel doppio confronto, determinato dal successo per 3-0 ad Anfield e dall'ininfluente sconfitta per 1-0 al Gewiss Stadium. Nelle semifinali, la Dea incontra i francesi dell'Olympique Marsiglia, eliminandoli con un risultato complessivo di 4-1 nella doppia sfida, pareggiando per 1-1 a Marsiglia nella gara d'andata e vincendo per 3-0 in quella di ritorno a Bergamo. Per l'Atalanta si tratta sia della prima finale nella competizione, sia della prima assoluta in ambito europeo.

### Bayer Leverkusen
Il Bayer Leverkusen di Xabi Alonso viene inserito nel gruppo H con gli azeri del Qarabağ, i norvegesi del Molde e gli svedesi dell'Häcken. Nella partita di debutto, i tedeschi vincono per 4-0 in casa contro l'Häcken, prima di imporsi anche in trasferta per 2-1 sul campo del Molde; nella doppia sfida contro il Qarabağ arrivano altre due vittorie, un 5-1 interno e un 1-0 esterno. Il girone si completa con due ulteriori trionfi: quello in trasferta per 2-0 sul terreno degli svedesi e quello casalingo per 5-1 ai danni dei norvegesi, che sanciscono dunque il primo posto in classifica a punteggio pieno.
Agli ottavi di finale, il Bayer Leverkusen ritrova gli azeri del Qarabağ, già affrontati nella fase a gironi, eliminandoli con un risultato complessivo di 5-4 tra andata, pareggiata per 2-2 in trasferta, e ritorno, vinto per 3-2 in casa. Ai quarti di finale, i tedeschi incontrano gli inglesi del West Ham Utd, detentori dell'Europa Conference League, prevalendo con un aggregato totale di 3-1 nella doppia sfida, determinato dal successo per 2-0 a Leverkusen e dal pareggio per 1-1 a Londra. Nelle semifinali, i Pillendreher fronteggiano gli italiani della Roma, finalisti della precedente edizione, eliminandoli con un computo di finale di 4-2 tra andata, vinta per 2-0 allo stadio Olimpico, e ritorno, pareggiato per 2-2 alla BayArena. Per il Bayer Leverkusen si tratta della seconda finale nella manifestazione, a distanza di trentasei anni dall'ultima disputata.

### Tabella riassuntiva del percorso
Note: In ogni risultato sottostante, il punteggio della finalista è menzionato per primo. (C: Casa; T: Trasferta)
| Squadra           | Pt | G |
| ----------------- | -- | - |
| Atalanta          | 14 | 6 |
| Sporting Lisbona  | 11 | 6 |
| Sturm Graz        | 4  | 6 |
| Raków Częstochowa | 4  | 6 |

| Squadra          | Pt | G |
| ---------------- | -- | - |
| Bayer Leverkusen | 18 | 6 |
| Qarabağ          | 10 | 6 |
| Molde            | 7  | 6 |
| Häcken           | 0  | 6 |

## Contesto
All'Aviva Stadium di Dublino va in scena la finale tra Atalanta e Bayer Leverkusen, quest'ultimo fresco vincitore del campionato tedesco da imbattuto. L'allenatore degli italiani, Gasperini, schiera la squadra col 3-4-2-1: davanti al portiere Musso, il terzetto dei difensori centrali è composto da Kolašinac, Hien e Djimsiti, quest'ultimo capitano di giornata visto lo schieramento di Tolói in panchina e dell'infortunio di De Roon. A centrocampo, Éderson è affiancato da Koopmeiners, mentre sulle fasce vengono scelti Zappacosta e Ruggeri. In fase offensiva, Lookman e De Ketelaere sono i due trequartisti alle spalle dell'unico centravanti Scamacca. Il tecnico dei tedeschi, Xabi Alonso, opta invece per un 3-4-3: dinanzi a Kovář, il trio di centrali difensivi è formato dal capitano Tah, Stanišić e Tapsoba. I due mediani di copertura sono Xhaka e Palacios, mentre Frimpong e Hincapié agiscono sulle fasce laterali. In attacco spazio al tridente leggero composto da Wirtz, Grimaldo e Adli.

## La partita

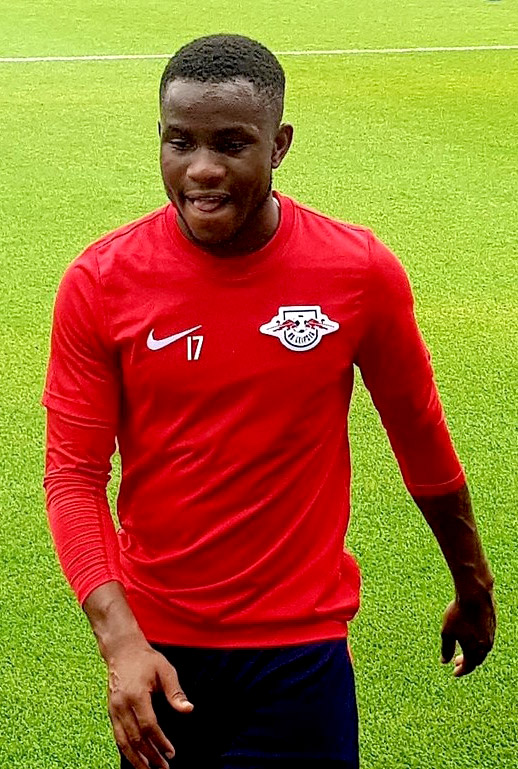
Ademola Lookman, autore di una tripletta e MVP della finale.

Sin dalle prime battute di gioco, l'Atalanta esercita una forte pressione ai danni del Bayer Leverkusen, passando in vantaggio al 12' con Lookman, che sbuca alle spalle di un disattento Palacios e ribadisce in rete un cross rasoterra di Zappacosta, firmando l'1-0 in apertura. I tedeschi faticano a trovare spunti e rischiano a più riprese di subire il gol del raddoppio, che si concretizza al 26': un disimpegno errato di Adli consegna il pallone a Lookman, il quale dribbla Xhaka con uno splendido tunnel, per poi superare il portiere avversario Kovář con un pregevole destro a giro dal limite dell'area, siglando la doppietta personale. La squadra teutonica cerca inevitabilmente di scuotersi e crea un'ottima occasione per riaprire la gara con Grimaldo che, servito in profondità da Palacios, prova a scavalcare con un pallonetto il portiere orobico Musso, ma quest'ultimo respinge il tentativo con il corpo. In chiusura di primo tempo, gli italiani vanno di nuovo vicini alla rete con De Ketelaere, che aggancia defilato un lancio lungo di Scamacca e converge al centro dell'area tedesca, trovando tuttavia l'opposizione di Kovář sul suo potente diagonale sinistro, facendo dunque terminare la prima frazione sul 2-0 per i bergamaschi.
In avvio di secondo tempo è sempre l'Atalanta a primeggiare in campo, sfiorando nuovamente il triplo vantaggio con De Ketelaere, scaturito da un'incursione centrale di Koopmeiners, il cui tap-in da pochi metri viene deviato in calcio d'angolo da una provvidenziale chiusura di Hincapié. Il Bayer Leverkusen prova a giovare dell'inserimento di Boniface al posto del deludente Stanišić, ma il tiro in porta di Adli, avvenuto grazie ad un'azione del subentrato attaccante nigeriano, viene parato in torsione da Musso. Dopo alcuni minuti di possesso palla sterile da parte dei tedeschi, riversatisi in attacco alla ricerca di un episodio favorevole, il subentrante Pašalić vince un contrasto a centrocampo con Hincapié, dando il via al contropiede orobico con Scamacca che appoggia per Lookman, il quale elude l'intervento in marcatura di Tapsoba e trafigge per la terza volta Kovář, spedendo la sfera all'incrocio dei pali con un poderoso sinistro al 75', diventando il secondo giocatore a realizzare una tripletta in una finale di Coppa UEFA/Europa League dopo Heynckes nel 1975. Dopo aver segnato il 3-0, i bergamaschi si limitano a controllare le ultime fasi dell'incontro, mentre i teutonici sfiorano il gol della bandiera solamente in pieno recupero con il subentrato Hložek, la cui conclusione dalla distanza termina però a fil di palo. In seguito al triplice fischio dell'arbitro Kovács, l'Atalanta legittima la conquista del suo primo trofeo continentale, divenendo il quinto club italiano, nonché il primo dopo venticinque anni dall'ultimo trionfo del Parma, a scrivere il proprio nome sull'albo d'oro della manifestazione, mettendo inoltre fine all'incredibile striscia di cinquantuno risultati utili consecutivi del Bayer Leverkusen in tutte le competizioni stagionali.

## Tabellino

### Dettagli
La squadra "di casa" (ai fini amministrativi) è stata determinata da un sorteggio aggiuntivo effettuato dopo il sorteggio dei quarti di finale.
| Arbitro: | István Kovács |

|                       |           |  |
| Lookman 12’, 26’, 75’ | Marcatori |  |

| Atalanta | Bayer Leverkusen |

| P                    | 1  | Juan Musso           |     |       |
| D                    | 19 | Berat Djimsiti       | 22’ |       |
| D                    | 4  | Isak Hien            |     |       |
| D                    | 23 | Sead Kolašinac       |     | 46’   |
| C                    | 77 | Davide Zappacosta    | 60’ | 84’   |
| C                    | 13 | Éderson              |     |       |
| C                    | 7  | Teun Koopmeiners     | 70’ |       |
| C                    | 22 | Matteo Ruggeri       |     | 90+1’ |
| A                    | 17 | Charles De Ketelaere |     | 57’   |
| A                    | 90 | Gianluca Scamacca    | 35’ | 84’   |
| A                    | 11 | Ademola Lookman      |     |       |
| A disposizione:      |    |                      |     |       |
| P                    | 29 | Marco Carnesecchi    |     |       |
| P                    | 31 | Francesco Rossi      |     |       |
| D                    | 2  | Rafael Tolói         |     | 90+1’ |
| D                    | 42 | Giorgio Scalvini     |     | 46’   |
| C                    | 3  | Emil Holm            |     |       |
| C                    | 8  | Mario Pašalić        |     | 57’   |
| C                    | 15 | Marten de Roon       |     |       |
| C                    | 20 | Mitchel Bakker       |     |       |
| C                    | 25 | Michel Adopo         |     |       |
| C                    | 33 | Hans Hateboer        |     | 84’   |
| A                    | 10 | El Bilal Touré       |     | 84’   |
| A                    | 59 | Aleksej Mirančuk     |     |       |
| Allenatore:          |    |                      |     |       |
| Gian Piero Gasperini |    |                      |     |       |

| P               | 17 | Matěj Kovář        |     |     |
| D               | 2  | Josip Stanišić     |     | 46’ |
| D               | 4  | Jonathan Tah       |     |     |
| D               | 12 | Edmond Tapsoba     | 67’ |     |
| C               | 30 | Jeremie Frimpong   |     | 81’ |
| C               | 34 | Granit Xhaka       |     |     |
| C               | 25 | Exequiel Palacios  |     | 68’ |
| C               | 3  | Piero Hincapié     |     |     |
| A               | 10 | Florian Wirtz      | 35’ | 81’ |
| A               | 20 | Alejandro Grimaldo |     | 68’ |
| A               | 21 | Amine Adli         |     |     |
| A disposizione: |    |                    |     |     |
| P               | 1  | Lukas Hradecky     |     |     |
| P               | 36 | Niklas Lomb        |     |     |
| D               | 6  | Odilon Kossounou   |     |     |
| D               | 13 | Arthur             |     |     |
| C               | 7  | Jonas Hofmann      |     |     |
| C               | 8  | Robert Andrich     | 73’ | 68’ |
| C               | 19 | Nathan Tella       |     | 81’ |
| C               | 32 | Gustavo Puerta     |     |     |
| A               | 9  | Borja Iglesias     |     |     |
| A               | 14 | Patrik Schick      |     | 81’ |
| A               | 22 | Victor Boniface    |     | 46’ |
| A               | 23 | Adam Hložek        |     | 68’ |
| Allenatore:     |    |                    |     |     |
| Xabi Alonso     |    |                    |     |     |

| Assistenti arbitrali: Vasile Florin Marinescu (Romania) Mihai Ovidiu Artene (Romania) Quarto ufficiale: Ivan Kružliak (Slovacchia) Assistente di riserva: Branislav Hancko (Slovacchia) VAR: Pol van Boekel (Paesi Bassi) Assistente al VAR: Cătălin Popa (Romania) Supporto al VAR: Rob Dieperink (Paesi Bassi) | Regole dell'incontro - due tempi regolamentari da 45 minuti ciascuno; - due tempi supplementari da 15 minuti ciascuno in caso di parità; - tiri di rigore in caso di ulteriore parità; inizialmente cinque per squadra, e a oltranza fino a spareggio in caso di ulteriore parità; - numero massimo di 23 giocatori per squadra a referto (11 in campo e 12 come potenziali sostituti); - cinque sostituzioni permesse nei tempi regolamentari; una sesta permessa nei tempi supplementari. |

## Statistiche
| Statistiche       | Atalanta | Bayer Leverkusen |
| ----------------- | -------- | ---------------- |
| Reti segnate      | 2        | 0                |
| Tiri totali       | 6        | 4                |
| Tiri in porta     | 4        | 2                |
| Parate            | 2        | 2                |
| Possesso palla    | 43%      | 57%              |
| Calci d'angolo    | 1        | 1                |
| Falli commessi    | 10       | 7                |
| Fuorigioco        | 0        | 0                |
| Cartellini gialli | 2        | 1                |
| Cartellini rossi  | 0        | 0                |

| Statistiche       | Atalanta | Bayer Leverkusen |
| ----------------- | -------- | ---------------- |
| Reti segnate      | 1        | 0                |
| Tiri totali       | 3        | 6                |
| Tiri in porta     | 3        | 1                |
| Parate            | 1        | 2                |
| Possesso palla    | 42%      | 58%              |
| Calci d'angolo    | 1        | 4                |
| Falli commessi    | 11       | 5                |
| Fuorigioco        | 1        | 0                |
| Cartellini gialli | 2        | 2                |
| Cartellini rossi  | 0        | 0                |

| Statistiche       | Atalanta | Bayer Leverkusen |
| ----------------- | -------- | ---------------- |
| Reti segnate      | 3        | 0                |
| Tiri totali       | 9        | 10               |
| Tiri in porta     | 7        | 3                |
| Parate            | 3        | 4                |
| Possesso palla    | 42%      | 58%              |
| Calci d'angolo    | 2        | 5                |
| Falli commessi    | 21       | 12               |
| Fuorigioco        | 1        | 0                |
| Cartellini gialli | 4        | 3                |
| Cartellini rossi  | 0        | 0                |